# Coincy (Aisne)
Coincy település Franciaországban, Aisne megyében. Lakosainak száma 1281 fő (2022. január 1.). Coincy Armentières-sur-Ourcq, Beuvardes, Brécy, Bruyères-sur-Fère, Épieds, Nanteuil-Notre-Dame és Villeneuve-sur-Fère községekkel határos.

## Népesség
A település népessége az elmúlt években az alábbi módon változott:
| Lakosok száma | 752  | 946  | 1039 | 1218 | 1316 | 1341 | 1310 | 1282 | 1268 | 1281 |
|               | 1968 | 1982 | 1990 | 2006 | 2013 | 2015 | 2017 | 2019 | 2020 | 2022 |